# Новгород (аэропорт)
Новгород — бывший аэропорт города Великий Новгород. Неофициальное (разговорное) название — Юрьево.
На территории аэропорта строится микрорайон «Аркажская слобода».
Существуют планы по созданию вблизи Великого Новгорода нового аэропорта на основе реконструируемого военного аэродрома «Кречевицы».

## История
Был построен в 1962 году на месте снесённого Аркажского монастыря.
Аэродром был способен принимать самолёты Ан-24, Ан-26, Ан-32, Ан-72, Як-40 и все более лёгкие, а также вертолёты всех типов. Классификационное число ВПП (PCN) 15/F/D/Y/T, максимальный взлётный вес воздушного судна 24 т.
Из аэропорта выполнялись регулярные пассажирские рейсы на самолётах Як-40 и Ан-24 в Москву, Киев, Минск, Ригу и другие (всего — в 18) города России, а на самолётах Ан-2 — в райцентры Новгородской области.
В Москву выполнялось два рейса ежедневно, в 8-00 и 17 часов, Як-40 прибывал в «Быково», билет стоил 17 рублей, время в пути — 1 час 35 минут. Самый дорогой билет был до Краснодара — 38 рублей в позднесоветский период; рейс до Симферополя стоил на рубль меньше.
До Ленинграда («Пулково») можно было долететь на Як-40 за 40 минут и 7 рублей. Существовал также рейс до Ленинграда («Смольная», «Ржевка») на Ан-2.
Авиапарк аэропорта насчитывал 6 самолётов Ан-2 и 7 самолётов Як-40 (87260, 87290, 87489, 87573, 87575, 87847, 87999)
Пассажиры прибывали в аэропорт на автобусе (маршрут № 7), такси. В одноэтажном здании аэровокзала имелись зал ожидания, билетные кассы, справочная, газетный киоск; безопасность обеспечивали два милиционера. От аэровокзала на посадку пассажиры шли пешком, самостоятельно доставляя свой багаж в багажное отделение самолёта.
После распада Советского Союза пассажиропоток резко упал; регулярные рейсы прекратились в 1997 году. В 2004 году (год 60-летия ФГУП «НовгородАвиа») аэропорт получил свой последний сертификат соответствия сроком до 2006 года. К этому времени авиапарк насчитывал 3 воздушных судна: самолёты Як-40, Ан-2 и вертолёт Ми-2. Имущество аэропорта распродавалось; последний Як-40 с бортовым номером RA-87575, совершивший свой последний полёт в 2005 году, в 2011 году был распилен на металлолом.
В 2005 году в Великий Новгород приехала комиссия, которая приостановила деятельность предприятия. Всем самолётам и вертолётам «НовгородАвиа» было запрещено взлетать, из-за чего они стали терпеть финансовые убытки: компании, с которыми у них были заключены контракты, начали предъявлять судебные претензии, денежные неустойки. После этого «Новгородавиа» объявили банкротом, началось конкурсное управление и продажа имущества.
Земля аэродрома «Юрьево» продавалось на аукционе со скандалом. Средняя продажная стоимость земли составила около 1 млн. рублей за 1 га, в то время как эксперты оценивали их более 10 млн. рублей. Покупателей не назывались. Согласно официальным данным, ими стали «несколько компаний из разных регионов России». Прокурор Новгородской транспортной прокуратуры Владимир Воищев сказал: «результаты торгов, скорей всего, пересматриваться не будут из-за истечения сроков давности». Демонтаж плит взлётной полосы, рулёжных дорожек и перрона был произведён в 2013 году, в том же году началась застройка территории.
Аэропорт имел недостаток: короткая взлётно-посадочная полоса.

## Происшествия
22 октября 1975 года потерпел катастрофу самолёт Як-40, следовавший по маршруту Сыктывкар — Рига, с промежуточной посадкой в Новгороде. При заходе на посадку с прямой в тумане экипаж ошибочно посчитал, что пролетел над ДПРМ, и продолжил снижение. В 700 м в стороне от глиссады на высоте 20 м шасси и крыло задели крышу типографии, после чего самолёт пролетел над проспектом Карла Маркса, задел несколько деревьев и столкнулся с четырёхэтажным жилым домом. От удара часть дома обрушилась, возник пожар. Сгорела также автомашина, проезжавшая в момент катастрофы возле дома. Погибли 11 человек (4 члена экипажа, 2 пассажира, 5 жителей города); восемь человек были ранены.

## Интересные факты
- В 1976 году (после катастрофы 1975 года) было принято решение о переносе гражданского аэропорта в посёлок Кречевицы для совместного базирования с военными на одноимённом аэродроме. Начавшееся строительство было прекращено в 1987 году. В 2006 году (при губернаторе М. М. Прусаке) была удлинена на 500 метров ВПП (в результате длина ВПП увеличилась с 2 до 2,5 км). Планы по строительству пассажирского терминала на 300 пассажиров и вводу аэропорта в эксплуатацию к 1150-летию Великого Новгорода (2009 год) не осуществлены[12].
- В 1983-м году новгородскому клубу авиаторов был передан самолёт Ту-114 с бортовым номером 76459, ранее принадлежавший Транспортному управлению международных воздушных линий Аэрофлота (ТУМВЛ) в Шереметьево. Несмотря на короткую взлётно-посадочную полосу новгородского аэропорта, Ту-114 прибыл в Новгород своим ходом. В 1990 году самолёт был сожжен неизвестными хулиганами, впоследствии распилен и утилизирован.
- Несколько лет подряд на территории бывшего аэропорта проходил авто-фестиваль «Nord Race».
- В 2010 году земля аэропорта была приватизирована. В настоящий момент идёт строительство жилого комплекса «Аркажская слобода».
- Для игры Microsoft Flight Simulator есть дополнение к аэропорту Пулково[13], в которое также входят 3 аэропорта Новгородской области — Новгород, Кречевицы и Сольцы.
- На территории аэропорта проводились гонки программы «Автомобиль» в рамках рубрики «Погоняем» (в первых выпусках).